# دخترهای رقصان
«دخترهای رقصان» (انگلیسی: Dancing Girls) فیلمی در ژانر مستند بریتانیایی به کارگردانی بیرت ایکر است که در سال ۱۸۹۶ منتشر شد.